# Sonja Richter
Sonja Richter (Esbjerg, 4 januari 1974) is een Deense actrice.

## Biografie
Richter leerde het acteren aan de theaterschool in Odense waar zij in 1999 afstudeerde. 
Richter begon in 2001 met acteren in de film Skjulte spor, waarna zij nog meerdere rollen speelde in films en televisieseries. Zij werd voor haar acteren viermaal genomineerd voor een Bodil Award: in 2003 met de film Elsker dig for evigt, in 2005 met de film Forbrydelser, in 2008 met de film Cecilie en in 2014 met de film Kvinden i buret. 

## Filmografie

### Films
- 2022 Bränn alla mina brev - als Amanda
- 2022 Kærlighed for voksne - als Leonora
- 2020 Krudttønden - als Janne
- 2019 Selvmordsturisten - als Alice Dinesen
- 2019 Deutschstunde - als Gudrun Jepsen
- 2018 Vildheks - als tante Isa
- 2017 Becker - Kungen av Tingsryd - als Tanja
- 2017 Three Heists and a Hamster - als Kim
- 2016 Der kommer en dag - als Moren
- 2014 Gentlemen - als Tove
- 2014 Når dyrene drømmer - als moeder van Marie
- 2014 The Homesman - als Gro Svendsen
- 2013 Miraklet - als Johanna
- 2013 Kvinden i buret - als Merete Lynggaard
- 2012 Dom över död man - als Modern
- 2011 Sønner av Norge - als Lone
- 2010 Ond tro - als Mona
- 2010 Kvinden der drømte om en mand - als Karen
- 2009 Fri os fra det onde - als presentatrice
- 2009 Flugten - als Sara Jargil
- 2008 Selma - als Marie Kröyer
- 2008 Det som ingen ved - als Charlotte
- 2007 Cecilie - als Cecilie Larsen
- 2007 Vikaren - als Maria
- 2005 Opbrud - als Nina
- 2004 Villa paranoia - als Anna
- 2004 Forbrydelser - als Marion
- 2003 Rembrandt - als Trine
- 2003 Zakka West - als Charlotte Jensen
- 2002 Elsker dig for evigt - als Cæcilie Pagh

### Televisieseries
Uitgezonderd eenmalige gastrollen.
- 2019 West of Liberty - als Gabrielle Montand - 6 afl.
- 2016 Bedrag - als Amanda Absalonsen - 10 afl.
- 2015 The Bridge - als Lise - 4 afl.
- 2012 Forbrydelsen - als Marie Borch - 2 afl.
- 2007 Forestillinger - als Tanja - 6 afl.
- 2005 Ørnen: En krimi-odyssé - als Anna - 4 afl.
- 2005 The Fairytaler - als stem - 2 afl.
- 2003-2004 Forsvar - als Rebecca Neumann - 9 afl.
- 2002 Hotellet - als Kathrine - 4 afl.

- Bibsys: 3109561
- Biblioteca Nacional de España: XX5585147
- Bibliothèque nationale de France: cb150925179 (data)
- Catàleg d'autoritats de noms i títols de Catalunya: 981058521166106706
- Gemeinsame Normdatei: 142202800
- International Standard Name Identifier: 0000 0001 2148 9819
- Library of Congress Control Number: no2011008527
- MusicBrainz: e0dbe728-2588-467f-bff3-06066cf559bb
- Nationale Bibliotheek van Tsjechië: xx0173545
- Nederlandse Thesaurus van Auteursnamen: 251917029
- Système universitaire de documentation: 079976301
- Virtual International Authority File: 119927402
- WorldCat: E39PBJqVWWD68K7T8HTJpvTT73